# Secusio discoidalis
Secusio discoidalis är en fjärilsart som beskrevs av Talbot 1929. Secusio discoidalis ingår i släktet Secusio och familjen björnspinnare. Inga underarter finns listade.